# Cawood
Cawood (outros nomes: Carwood) é uma grande aldeia e freguesia no distrito de Selby de North Yorkshire, Inglaterra, que é notável pela grande descoberta que houve no lugar - a Espada de Cawood.